# Prolacertiformes
A Protorosauria (korábban Prolacertiformes) az archosauromorpha hüllők egyik rendje, amely a perm és triász időszakban élt.
Úgy tűnik, hogy számos fajuk, köztük a „deltaszárnyú vitorlázó” Sharovipteryx erdei életmódhoz alkalmazkodott, míg mások, például a Tanystropheus rendkívül hosszú, merev (feltehetően halfogásra használt) nyakkal rendelkeztek, és legalább részben vízi életmódot folytattak.
Egyes kutatók néha más rejtélyes hüllőcsoportokat is a Prolacertiformes tagjai közé sorolnak, például a drepanosauridákat, Longisquamát és a pterosaurusokat[forrás?]. Senter (2004-ben) átsorolta a különös erdei drepanosauridákat és a Longisquamát egy jóval kezdetlegesebb diapsidacsoportba, melynek neve Avicephala, de néhány kutató[forrás?] továbbra is ide sorolja be ezeket az állatokat.

## Osztályozás
- Prolacertiformes rend
  - Gwyneddosaurus
  - Protorosauridae család
    - Malerisaurus
    - Protorosaurus

  - Prolacertidae család
    - Kadimakara
    - Pamelaria
    - Prolacerta[forrás?]

  - Jesairosaurus
  - Macrocnemus
  - Langobardisaurus
  - Boreopricea
  - Cosesaurus
  - Sharovipterygidae család
    - Sharovipteryx

  - Tanystropheidae család
    - Tanytrachelos
    - Tanystropheus
    - Dinocephalosaurus

## Fordítás
- Ez a szócikk részben vagy egészben  a   Prolacertiformes című angol Wikipédia-szócikk ezen változatának fordításán alapul.  Az eredeti cikk szerkesztőit annak laptörténete sorolja fel. Ez a jelzés csupán a megfogalmazás eredetét és a szerzői jogokat jelzi, nem szolgál a cikkben szereplő információk forrásmegjelöléseként.